# Béhasque
Pour les articles homonymes, voir Béhasque.
Béhasque est une ancienne commune française du département des Pyrénées-Atlantiques. Le 16 octobre 1842, la commune fusionne avec Lapiste pour former la nouvelle commune de Béhasque-Lapiste.

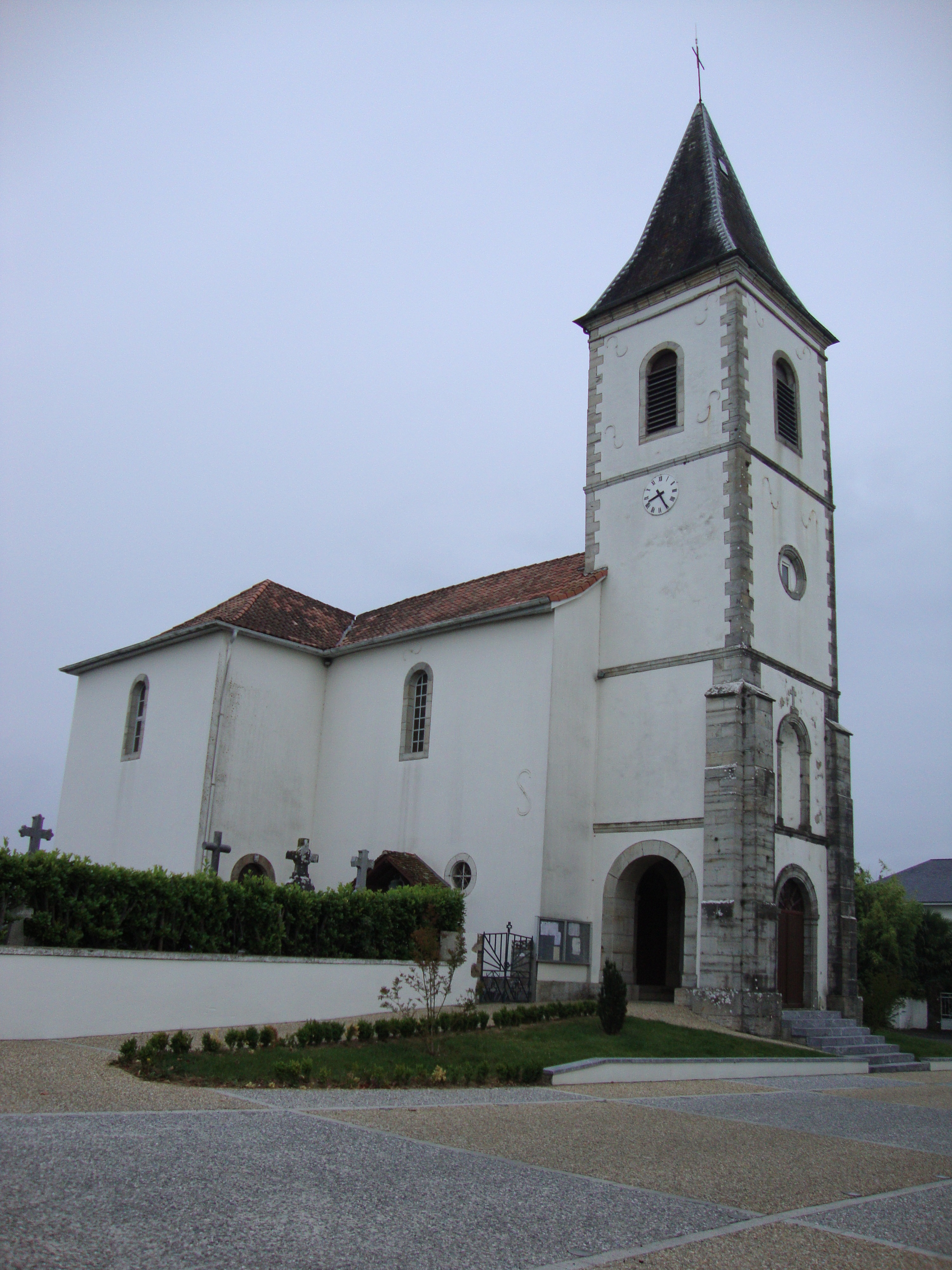
L'église Saint-Pierre de Béhasque

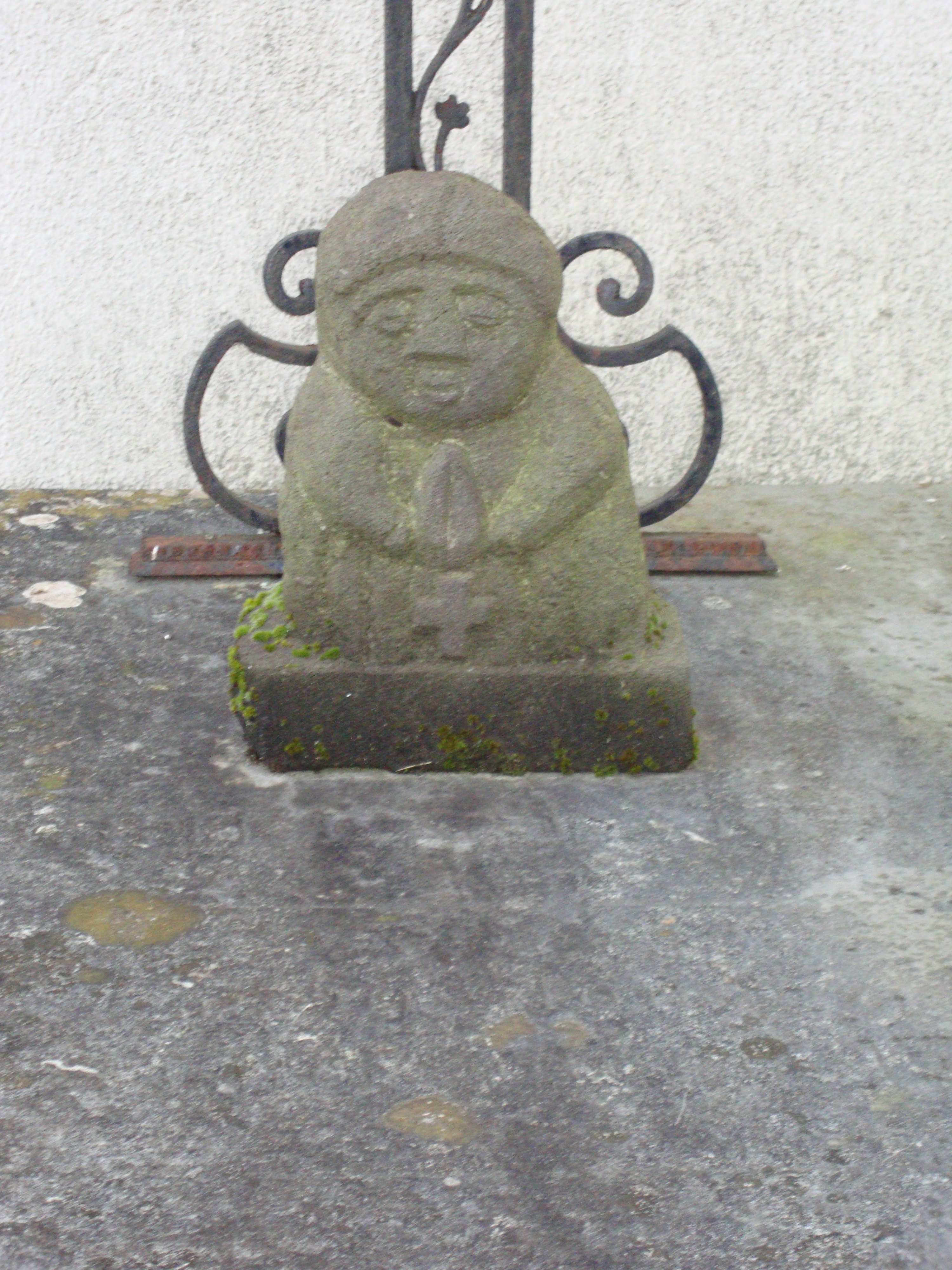
Béhasque, statuette sur une tombe

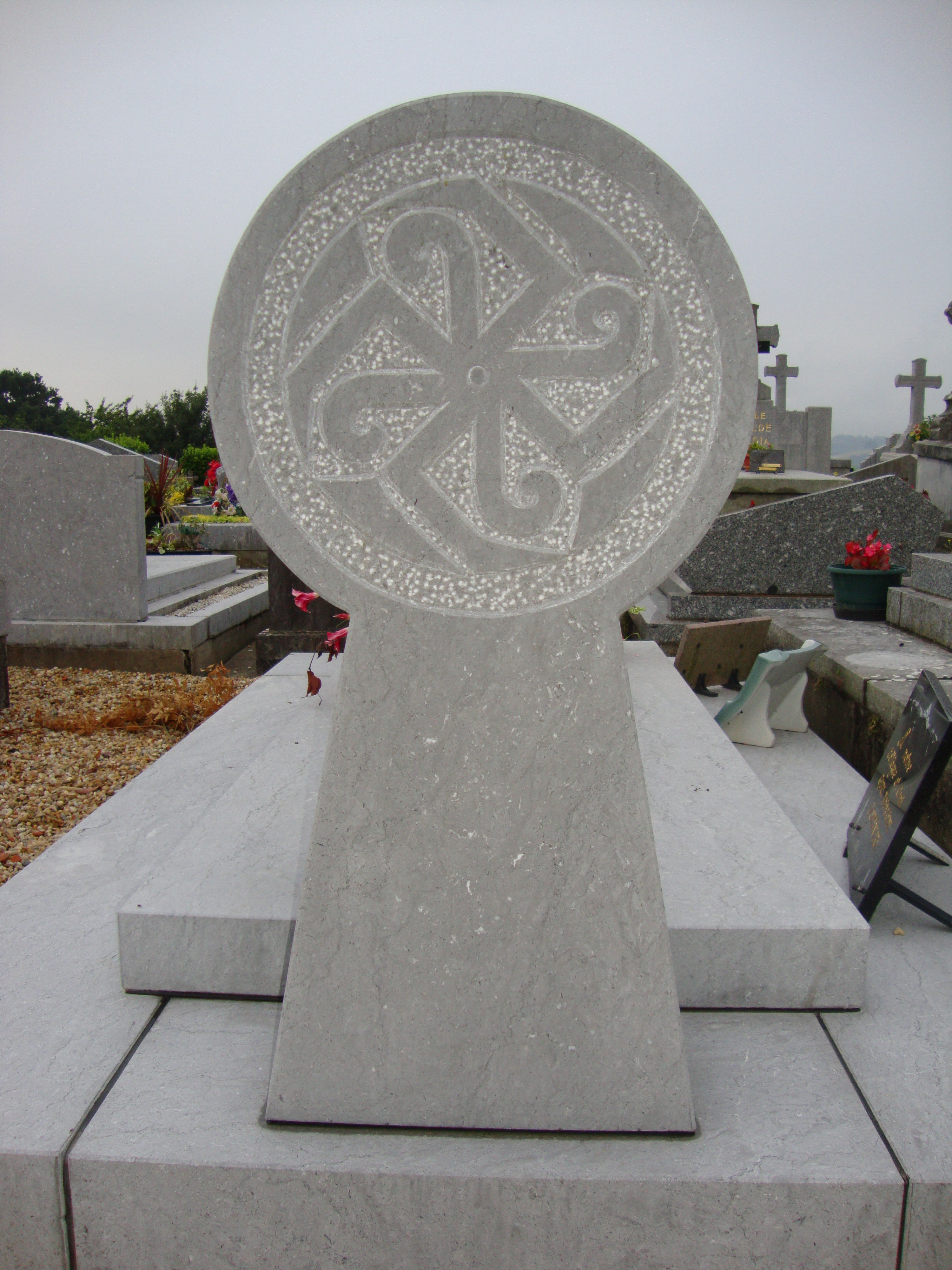
Stèle discoïdale à Béhasque

## Géographie
Le village fait partie du pays de Mixe, dans la province basque de Basse-Navarre.

## Toponymie
Le toponyme Béhasque apparaît sous les formes 
Befasquen (XIIe siècle, cartulaire de Sorde), 
Sanctus Petrus de Behaschen (1120), 
Basquan (1344), 
Beasquen (1350), 
Behasquen (1513, titres de Pampelune), 
Behascan (1621, Martin Biscay) et 
Behasque (1793 et 1801, Bulletin des Lois pour la dernière date).
Son nom basque est Behaskane. Jean-Baptiste Orpustan indique que Béhasque signifie 'hauteur herbeuse'.

## Démographie
Le recensement à caractère fiscal de 1412-1413, réalisé sur ordre de Charles III de Navarre, comparé à celui de 1551 des hommes et des armes qui sont dans le présent royaume de Navarre d'en deçà les ports, révèle une démographie en forte croissance. Le premier indique à Béhasque la présence de 5 feux, le second de 15 (12 + 3 feux secondaires). 
Le recensement de la population de Basse-Navarre de 1695 dénombre 31 feux à Béhasque.
| 1793 | 1800 | 1806 | 1821 | 1831 | 1836 |
| ---- | ---- | ---- | ---- | ---- | ---- |
| 182  | 174  | 205  | 224  | 203  | 192  |

## Culture locale et patrimoine

### Patrimoine religieux
L'église Saint-Pierre date du XIXe siècle.

## Pour approfondir